# Coppa Italia di pallacanestro maschile 2022
La Coppa Italia di pallacanestro maschile 2022 è stata la quarantaseiesima edizione del torneo. Denominata per ragioni di sponsorizzazione Frecciarossa Final Eight 2022, si è disputata dal 16 al 20 febbraio 2022 alla Vitrifrigo Arena di Pesaro.
Il torneo è stato vinto dall'Olimpia Milano, che ha battuto in finale Derthona Basket con il punteggio di 78-61, vincendo così per l'ottava volta la competizione.

## Squadre
Le squadre qualificate sono le prime otto classificate al termine del girone di andata della Serie A 2021-2022.
1. Olimpia Milano
2. Virtus Bologna
3. Pall. Trieste
4. Aquila Trento

1. Brescia
2. Derthona Basket
3. N.B. Brindisi
4. Dinamo Sassari

## Tabellone
|  | Quarti di finale 16 e 17 febbraio | Quarti di finale 16 e 17 febbraio | Quarti di finale 16 e 17 febbraio |                 |                | Semifinali 19 febbraio | Semifinali 19 febbraio | Semifinali 19 febbraio |  |  | Finale 20 febbraio | Finale 20 febbraio | Finale 20 febbraio |
|  |                                   |                                   |                                   |                 |                |                        |                        |                        |  |  |                    |                    |                    |
|  | 1                                 | Olimpia Milano                    | 88                                |                 |                |                        |                        |                        |  |  |                    |                    |                    |
|  | 8                                 | Dinamo Sassari                    | 68                                |                 |                |                        |                        |                        |  |  |                    |                    |                    |
|  | 8                                 | Dinamo Sassari                    | 68                                |                 | 1              | Olimpia Milano         | 69                     |                        |  |  |                    |                    |                    |
|  |                                   |                                   |                                   |                 | 1              | Olimpia Milano         | 69                     |                        |  |  |                    |                    |                    |
|  |                                   | 5                                 | Brescia                           | 63              |                |                        |                        |                        |  |  |                    |                    |                    |
|  | 4                                 | 5                                 | Brescia                           | 63              | Aquila Trento  | 73                     |                        |                        |  |  |                    |                    |                    |
|  | 4                                 |                                   |                                   |                 | Aquila Trento  | 73                     |                        |                        |  |  |                    |                    |                    |
|  | 5                                 | Brescia                           | 78                                |                 |                |                        |                        |                        |  |  |                    |                    |                    |
|  |                                   |                                   |                                   |                 |                |                        |                        |                        |  |  | 1                  | Olimpia Milano     | 78                 |
|  |                                   |                                   | 6                                 | Derthona Basket | 61             |                        |                        |                        |  |  |                    |                    |                    |
|  | 3                                 | Pall. Trieste                     | 82                                |                 |                |                        |                        |                        |  |  |                    |                    |                    |
|  | 6                                 | Derthona Basket                   | 94                                |                 |                |                        |                        |                        |  |  |                    |                    |                    |
|  | 6                                 | Derthona Basket                   | 94                                |                 | 6              | Derthona Basket        | 94                     |                        |  |  |                    |                    |                    |
|  |                                   |                                   |                                   |                 | 6              | Derthona Basket        | 94                     |                        |  |  |                    |                    |                    |
|  |                                   | 2                                 | Virtus Bologna                    | 82              |                |                        |                        |                        |  |  |                    |                    |                    |
|  | 2                                 | 2                                 | Virtus Bologna                    | 82              | Virtus Bologna | 93                     |                        |                        |  |  |                    |                    |                    |
|  | 2                                 |                                   |                                   |                 | Virtus Bologna | 93                     |                        |                        |  |  |                    |                    |                    |
|  | 7                                 | N.B. Brindisi                     | 81                                |                 |                |                        |                        |                        |  |  |                    |                    |                    |

### Tabellini

#### Quarti di finale
| Arbitri: | Mazzoni (Grosseto) Giovannetti (Terni) Bartoli (Trieste) |

|                                |            |                                |
| Delaney 24 Daniels 12 Ricci 10 | Punti      | 19 Logan 12 Mekowulu 11 Treier |
| Rodríguez, Delaney 4           | Assist     | 4 Gentile                      |
| Melli, Ricci 6                 | Rimbalzi   | 7 Logan                        |
| Ettore Messina                 | Allenatori | Piero Bucchi                   |

| Arbitri: | Rossi (Arezzo) Attard (Siracusa) Perciavalle (Torino) |

|                                                 |            |                                          |
| Reynolds 20 Bradford, Caroline 13 Flaccadori 10 | Punti      | 22 Della Valle 14 Mitrou-Long 11 Gabriel |
| Forray, Flaccadori 2                            | Assist     | 5 Della Valle                            |
| Williams 11                                     | Rimbalzi   | 7 Cobbins                                |
| Emanuele Molin                                  | Allenatori | Alessandro Magro                         |

| Arbitri: | Lanzarini (Bologna) Lo Guzzo (Catanzaro) Bongiorni (Pisa) |

|                                             |            |                              |
| Banks 21 Campogrande 15 Gražulis, Konate 13 | Punti      | 23 Macura 22 Daum 17 Sanders |
| Davis 5                                     | Assist     | 6 Sanders                    |
| Konate 8                                    | Rimbalzi   | 8 Mascolo                    |
| Franco Ciani                                | Allenatori | Marco Ramondino              |

| Arbitri: | Sahin (Messina) Baldini (Firenze) Grigioni (Roma) |

|                                         |            |                                  |
| Belinelli 23 Jaiteh, Weems 17 Hervey 12 | Punti      | 19 Clark 13 Visconti 11 Chappell |
| Teodosić 6                              | Assist     | 5 Gentile                        |
| Weems 9                                 | Rimbalzi   | 7 Adrian, Perkins                |
| Sergio Scariolo                         | Allenatori | Francesco Vitucci                |

#### Semifinali
| Arbitri: | Begnis (Cremona) Lanzarini (Bologna) Bartoli (Trieste) |

|                                      |            |                                            |
| Rodríguez 22 Hall, Datome 12 Hines 9 | Punti      | 19 Della Valle 11 Petrucelli 9 Mitrou-Long |
| Rodríguez 3                          | Assist     | 4 Mitrou-Long                              |
| Hines 13                             | Rimbalzi   | 8 Mitrou-Long                              |
| Ettore Messina                       | Allenatori | Alessandro Magro                           |

| Arbitri: | Paternicò (Enna) Rossi (Arezzo) Giovannetti (Terni) |

|                                         |            |                                 |
| Filloy, Macura 18 Sanders 16 Mascolo 15 | Punti      | 18 Belinelli 17 Weems 15 Jaiteh |
| Mascolo 4                               | Assist     | 7 Pajola                        |
| Cain 8                                  | Rimbalzi   | 9 Jaiteh                        |
| Marco Ramondino                         | Allenatori | Sergio Scariolo                 |

#### Finale
| Arbitri: | Mazzoni (Grosseto) Attard (Siracusa) Bongiorni (Pisa) |

|                             |            |                                |
| Melli 14 Hall 12 Delaney 10 | Punti      | 17 Macura 12 Filloy 11 Mascolo |
| Delaney 5                   | Assist     | 4 Mascolo                      |
| Melli 9                     | Rimbalzi   | 9 Cain                         |
| Ettore Messina              | Allenatori | Marco Ramondino                |

| Quintetto titolare | Quintetto titolare | Quintetto titolare | Pt | Rim | Ass |
| ------------------ | ------------------ | ------------------ | -- | --- | --- |
| P                  | 23                 | Malcolm Delaney    | 10 | 1   | 5   |
| G                  | 30                 | Troy Daniels       | 8  | 1   | 0   |
| AP                 | 22                 | Devon Hall         | 12 | 1   | 2   |
| AG                 | 9                  | Nicolò Melli       | 14 | 9   | 2   |
| C                  | 42                 | Kyle Hines         | 6  | 8   | 0   |
| Panchina:          |                    |                    |    |     |     |
| P                  | 13                 | Sergio Rodríguez   | 8  | 1   | 4   |
| G                  | 17                 | Giampaolo Ricci    | 5  | 1   | 1   |
| C                  | 19                 | Paul Biligha       | 2  | 2   | 0   |
| PG                 | 25                 | Tommaso Baldasso   | 0  | 0   | 0   |
| A                  | 40                 | Davide Alviti      | 0  | 0   | 0   |
| AG                 | 50                 | Ben Bentil         | 7  | 3   | 1   |
| AG                 | 70                 | Luigi Datome       | 6  | 4   | 0   |
| Allenatore:        |                    |                    |    |     |     |
| Ettore Messina     |                    |                    |    |     |     |

| AX Armani Exchange Milano |  | Derthona Basket |

| Milano        | Statistics         | Derthona      |
| ------------- | ------------------ | ------------- |
|               | Statistics         |               |
| 14/22 (63.6%) | Tiro da 2          | 17/33 (51.5%) |
| 11/30 (36.7%) | Tiro da 3          | 7/24 (29.2%)  |
| 17/19 (89.5%) | Tiri liberi        | 6/11 (54.5%)  |
| 6             | Rimbalzi offensivi | 8             |
| 25            | Rimbalzi difensivi | 21            |
| 31            | Rimbalzi totali    | 29            |
| 15            | Assist             | 13            |
| 14            | Palle perse        | 14            |
| 9             | Palle rubate       | 5             |
| 1             | Stoppate           | 0             |
| 20            | Falli              | 16            |

| Vincitrice Coppa Italia 2022 |
| ---------------------------- |
| Olimpia Milano 8º titolo     |

| Quintetto titolare | Quintetto titolare | Quintetto titolare  | Pt   | Rim  | Ass  |
| ------------------ | ------------------ | ------------------- | ---- | ---- | ---- |
| P                  | 14                 | Bruno Mascolo       | 11   | 4    | 4    |
| G                  | 55                 | J.P. Macura         | 17   | 0    | 0    |
| AP                 | 22                 | Jamarr Sanders      | 10   | 1    | 0    |
| AG                 | 24                 | Mike Daum           | 5    | 4    | 2    |
| C                  | 30                 | Tyler Cain          | 2    | 9    | 3    |
| Panchina:          |                    |                     |      |      |      |
| C                  | 1                  | Chris Mortellaro    | n.e. | n.e. | n.e. |
| AG                 | 5                  | Jalen Cannon        | 2    | 4    | 0    |
| P                  | 8                  | Riccardo Tavernelli | 0    | 0    | 1    |
| G                  | 12                 | Ariel Filloy        | 12   | 5    | 2    |
| AG                 | 20                 | Luca Severini       | 2    | 1    | 1    |
| Allenatore:        |                    |                     |      |      |      |
| Marco Ramondino    |                    |                     |      |      |      |

## Premi individuali
| Premio                | Giocatore        | Squadra         |
| --------------------- | ---------------- | --------------- |
| MVP                   | Malcolm Delaney  | Olimpia Milano  |
| Best offensive player | Mike Daum        | Derthona Basket |
| Miglior assist man    | Sergio Rodríguez | Olimpia Milano  |
| Miglior sesto uomo    | Ariel Filloy     | Derthona Basket |
| Miglior rimbalzista   | Kyle Hines       | Olimpia Milano  |
| Miglior difensore     | Devon Hall       | Olimpia Milano  |
| Miglior italiano      | Nicolò Melli     | Olimpia Milano  |

Fonte: https://www.legabasket.it/content/news/122510/premi